# Đứa bé (bài hát)
"Đứa bé" là một bài hát do nhạc sĩ Minh Khang sáng tác, nhiều nghệ sĩ thu âm, nằm trong album cùng tên, phát hành vào năm 2006.

## Bối cảnh và sản xuất
Nhạc sĩ Minh Khang cho biết: "Ca khúc "We Are the World" (Michael Jackson và Lionel Richie đồng tác giả) vang danh thế giới bởi ý nghĩa hàm chứa trong nó. Nhiều năm sau đó, Hồng Kông cũng dựng lên một We are the world cho chính họ. Vậy tại sao chúng ta không thực hiện một ca khúc như thế của chúng ta. Chỉ cần có tình thương, lòng quyết tâm và sự nhiệt huyết, tôi tin mình và những người bạn của mình có thể làm được". Có 60 nghệ sĩ tham gia thu âm ca khúc này.
Dù tất cả đều nhận lời nhưng quá trình thực hiện single không thiếu sự e dè của người tham gia. Anh kể lại, ban đầu, cầu thủ Lê Huỳnh Đức sợ không thể hát trôi chảy như khi anh đá bóng nhưng vì ý nghĩa của việc làm này, anh đành chấp nhận". Minh Khang cho biết, toàn bộ số tiền thu được từ việc bán đĩa anh gửi tặng cho quỹ trẻ em mồ côi trong chương trình diễn ra vào ngày 15-4-2006 tại Hà Nội.

## Đội ngũ thực hiện
Danh sách được lấy từ bản ghi công cuối video âm nhạc của bài hát.

### Giọng ca
Các giọng ca tham gia theo thứ tự xuất hiện:
| - MC Quỳnh Hương - MC Thanh Bạch - Như Ý - Quang Vinh - Lam Trường - Quang Dũng - Thanh Thảo - Hồng Ngọc - Đàm Vĩnh Hưng - Cẩm Vân - Khắc Triệu - Lý Hải - Hồ Quỳnh Hương - Nguyễn Phi Hùng - Khánh Ngọc - Nhật Tinh Anh - Vũ Hà - Mỹ Lệ - Vân Quang Long - Cẩm Ly - Trần Tâm - Đoan Trang - Minh Thuận - Đan Trường - Thiên Trường - Địa Hải - Phương Uyên - Hoàng Châu | - Nghệ sĩ Thành Lộc - Phan Đinh Tùng - Quang Linh - Nghi Văn - Châu Gia Kiệt - Diễn viên Minh Thư - Hàn Thái Tú - Hồng Nhung - Ngọc Sơn - Siu Black - Duy Mạnh - Việt Quang - Diễn viên Kim Khánh - Diễn viên Mỹ Uyên - Ngô Thanh Vân - Cầu thủ Lê Huỳnh Đức - Phương Thanh - Nghệ sĩ Kim Tiểu Long - Minh Thư - Nghệ sĩ Minh Nhí - Phương Thùy - Thu Minh - Nam Khánh - Kasim Hoàng Vũ - Nhóm tam ca Áo Trắng - Nhóm Mắt Ngọc - Nhóm MTV - Nhạc sĩ Minh Khang |

### Nhạc công
- Trống: A.Dzìn
- Bass: Thanh Tân, Minh Hiển
- Guitar: Tấn Phong
- Keyboard: Minh Khang
- Saxophone: Xuân Hiếu

## Phiên bản 200 nghệ sĩ
Năm 2007, bài hát được thu âm một phiên bản với 200 nghệ sĩ tham gia, đồng thời được chuyển ngữ sang tiếng Anh và tiếng Pháp.

## Ảnh hưởng
Một Việt kiều Mỹ đã tìm cách liên lạc với nhạc sĩ Minh Khang để mượn nhạc bài hát này.